# Estación de Brebières-Sur
La estación de Brebières-Sur (en francés: gare de Brebières-Sud) es una estación ferroviaria francesa, de la línea férrea París-Lille, situada en la comuna de Brebières, en el departamento de Paso de Calais. Por ella transitan únicamente trenes regionales. El añadido "Sur" la distinguía de otra estación cercana hoy desmantelada. 

## Situación ferroviaria
La estación se encuentra en el punto kilométrico 209,970 de la línea férrea París-Lille. 

## Historia
Fue inaugurada en 1846 por parte de la Compañía de Ferrocarriles del Norte. En 1937 pasó a ser explotada por la SNCF.

## La estación
La estación se configura como un simple apeadero. Posee dos vías y dos andenes laterales. El cambio de vía se realiza gracias a un paso a nivel cercano. No dispone de atención comercial aunque sí tiene máquinas expendedoras de billetes y un aparcamiento habilitado cerca del antiguo edificio para viajeros. 

## Servicios ferroviarios

### Regionales
Los siguientes trenes regionales transitan por la estación:
- Línea Achiet - Douai.
- Línea Arras - Douai / Lille.